# Julia Guarino
Julia Guarino Fiechter (Eboli, Província de Salern, Itàlia, 17 de juliol de 1897-Montevideo, Uruguai, 1985) va ser una dibuixant, professora i la primera arquitecta a rebre's a Uruguai.
En 1923 va culminar els seus estudis en la Facultat d'Arquitectura de la Universitat de la República amb notes d'excel·lent, convertint-se així en la primera arquitecta de l'Uruguai i d'Amèrica del Sud. Ho va destacar la premsa com un triomf del feminisme conquistant valuoses posicions.
En 1924 va participar en un concurs d'avantprojectes per a la construcció del Frigorífic i Escorxador Municipal, obtenint el segon lloc en 35 propostes d'arquitectes provinents de diferents països. Anys després va obtenir el primer premi en el concurs per a la construcció de l'Escola Pública de Toledo, Canelones.
Es va exercir com a tècnica en el Ministeri d'Obres Públiques on va arribar al càrrec de Sotsdirectora fins passats els setanta anys.
Va impartir classes en els instituts d'educació secundària i a la Universitat de la República.
Va ser sòcia fundadora i va integrar la Directiva de l'Associació de Dones titulades de la Universitat de la República, filial de la Federació Internacional de Dones Titulades que estudiava i proposava solucions a problemes de salut pública, benestar social i el paper que la dona universitària havia d'exercir-hi.
Va ser militant del Partit Colorado d'Uruguai on va arribar a ser candidata a la Càmera de Senadors en 1958.
El 9 d'octubre de 1998 l'Administració Nacional de Correus d'Uruguai va emetre un segell amb el seu nom. També a Montevideo –al barri Atahualpa– un carrer porta el seu nom, ja que va construir en aquest barri moltes cases.